# Tophus

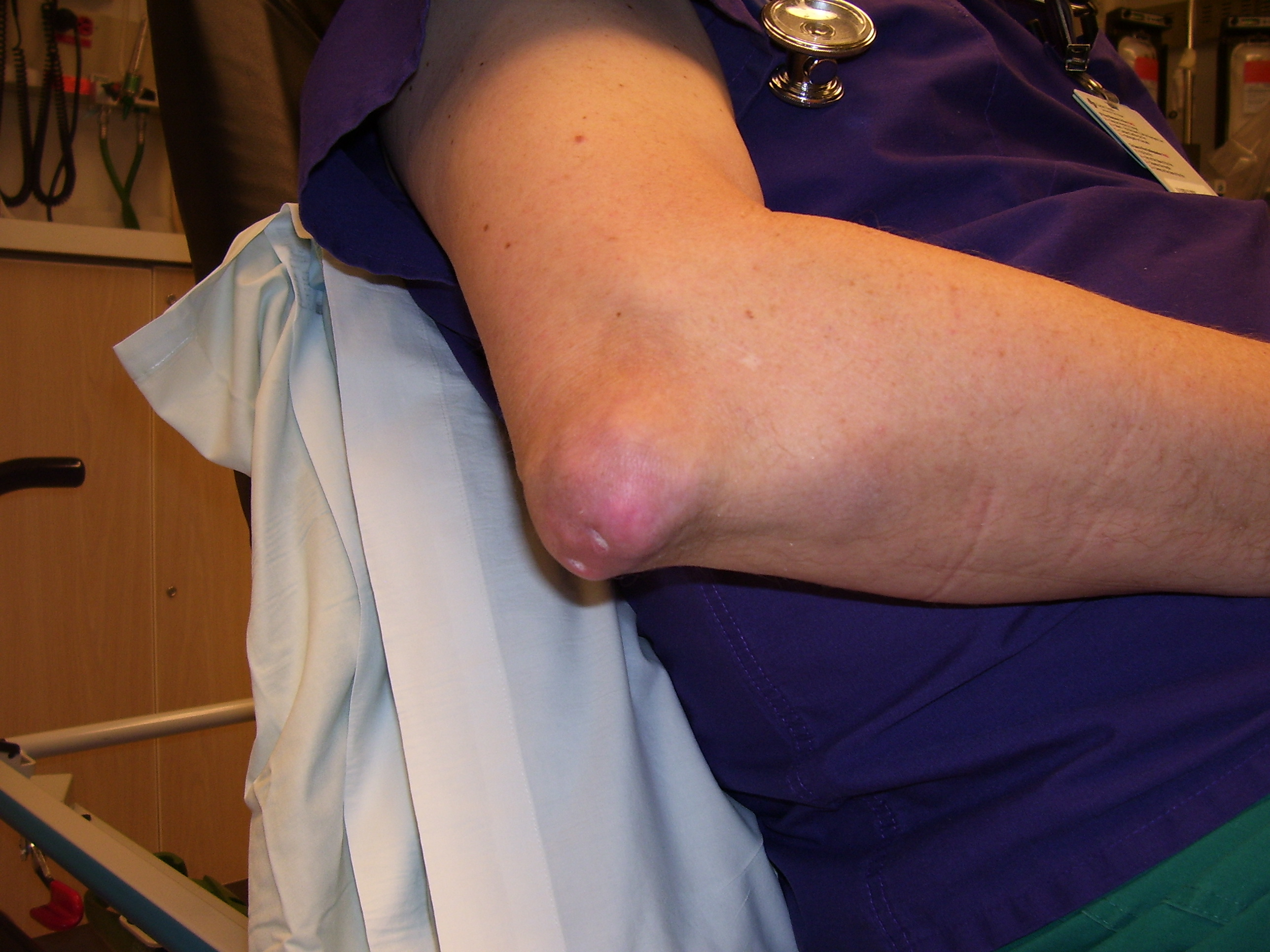
Tophus am Ellbogengelenk

Tophus (altgriechisch τοφιών ‚Tuffstein‘; Plural Tophi) oder Knoten beschreibt in der Medizin eine entzündliche Knotenbildung. In engerem Sinne werden mit dem Begriff Gewebeablagerungen von Harnsäure (meist in Form von Mononatriumurat) in der Unterhaut und anderen bindegewebereichen Organen sowie im Knochen bezeichnet, die dann als Tophus arthriticus („Gichtknoten“) bezeichnet werden. Sie sind spezifisch für Gicht.

## Weichteiltophus
Weichteiltophi sind meist multipel, stecknadelkopf- bis erbsengroß, vereinzelt auch größer. Besondere Lokalisation sind Ohren, seltener Hände, Füße, Ellenbogen, Sehnen, Sehnenscheiden und Schleimbeutel. Sie sind scharf begrenzt, derb bis körnig, von gelber bis kreidiger Farbe, meist schmerzfrei. Sie können gelegentlich ulzerieren.

## Knochentophus
Knochentophi sind multiple, runde oder ovale Tophi mit meist scharfer Begrenzung („ausgestanzt“), teilweise auch unscharf. Sie können zentral, kortikal, gelenknah liegen, dann auch die Kortikalis zerstörend. Bevorzugter Sitz sind die Epiphysen der Finger- und Zehengelenke.

## Therapie
Die konservative Therapie der Gicht reicht in der Regel aus, um Tophi zum Verschwinden zu bringen. Wenn das nicht gelingt (etwa bei unzuverlässiger Einnahme der Medikamente) oder wenn ein Tophus das Rückenmark beengt, beim Karpaltunnelsyndrom oder bei drohender Sehnenruptur ist ein operatives Vorgehen im Sinne der Tophusverkleinerung zu erwägen.